# (133067) 2003 FB128
(133067) 2003 FB128 est un objet transneptunien du groupe des plutinos.

## Caractéristiques
2003 FB128 mesure environ 192 km de diamètre.

## Orbite
L'orbite de 2003 FB128 possède un demi-grand axe de 39,409 ua et une période orbitale d'environ 247 ans. Son périhélie l'amène à 29,333 ua du Soleil et son aphélie l'en éloigne de 49,485 ua. Il s'agit d'un plutino.

## Découverte
2003 FB128 a été découvert le 30 mars 2003.